# Паруцкий, Михаил Васильевич
Паруцкий Михаил Васильевич (1886 — после 1919) — офицер Российского императорского флота, участник Русско-японской войны, Первой мировой войны, командир подводной лодки «Карась», подводного минного заградителя «Краб», Георгиевский кавалер, участник Гражданской войны, капитан 1 ранга (1919).

## Биография
Паруцкий Михаил Васильевич родился 10 января 1886 года. В службе с 1902 года. 21 февраля 1905 года, после окончания Морского кадетского корпуса, произведён в мичманы. Участник русско-японской войны. С апреля 1905 года служил вахтенным начальником миноносца № 209, затем миноносца № 201 оборонительного отряда миноносцев под командованием капитана 1-го ранга Я. И. Подъяпольского.
8 ноября 1905 года назначен вахтенным начальником миноносца «Властный», но вскоре переведён на канонерскую лодку «Манджур», которая после войны вернулась из Шанхая во Владивосток, и в 1907 году приняла там участие в подавлении вооруженного восстания. С мая по декабрь 1908 года был ревизором на той же лодке.
В 1910 году окончил офицерский класс подводного плавания в Учебном отряде подводного плавания в Либаве. С 1911 года командовал подводной лодкой «Карась» на Чёрном море. В 1912 году исполнял обязанности заместителя начальника дивизиона подводных лодок (ПЛ) по технической части, затем флагманского штурмана бригады ПЛ.

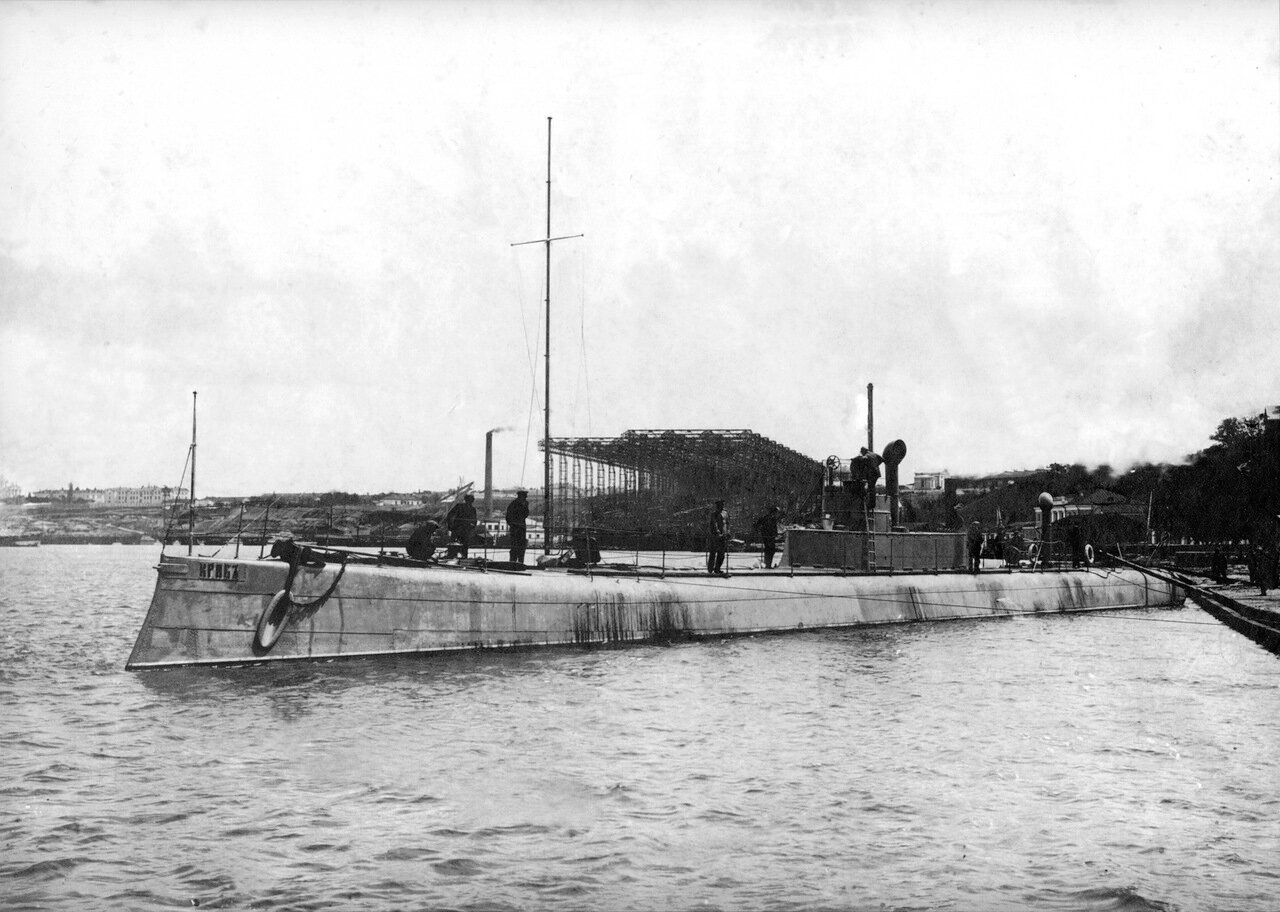
«Краб» в Николаеве. 1913 год

В июне 1915 года Паруцкий, в качестве флагманского штурмана бригады ПЛ, участвовал на подводном минном заградителе «Краб» в первой в истории подводного плавания постановке мин субмариной. На минном заграждении, выставленном «Крабом» 27 июня 1915 года в хорошо охраняемом проливе Босфор, в июле того же года подорвалась канонерская лодка турецкого флота «İSA REİS». 30 июля 1915 года «за отличие в делах против неприятеля» Паруцкий был произведён в старшие лейтенанты. 10 августа 1915 года назначен командиром подводной лодки «Краб», вступил в командование 1 сентября. В 1915—1916 годах подлодка неоднократно осуществляла успешные минные постановки в Чёрном море. За постановку 18 июля 1916 года минного заграждения Высочайшим приказом по Морскому ведомству от 26 декабря 1916 года № 909 старший лейтенант Паруцкий был награждён орденом Святого Георгия 4-й степени.
До 1 июля 1917 года оставался командиром ПЛ «Краб», но по служебной необходимости выходил в море командиром экипажей других лодок. В ноябре 1916 года вышел в море командиром на подводной лодке «Кит». 30 ноября лодка настигла колёсный турецкий пароход «Невзегер» с караваном фелюг на буксире и атаковала их, но на лодке отказало 76-мм орудие. Паруцкий решил протаранить пароход. Удар был настолько сильным, что нос лодки застрял в пробоине тонущего парохода. Экипаж лодки в условиях ружейного обстрела, сумел освободить нос лодки и продолжил боевую операцию. В том же походе 3 декабря 1916 года экипаж ПЛ «Кит» уничтожил турецкий бриг водоизмещением 680 тонн и девять парусников меньших размеров гружёных углём и различными запасами.
20 марта 1917 года старший лейтенант М. В. Паруцкий «за то, что утопил таранным ударом под сильным и действительным огнем неприятельский пароход и являя пример мужества и распорядительности, вывез свою подводную лодку из крайне опасного положения, получившегося благодаря тому, что тонувший пароход увлек за собой застрявший нос лодки» был награждён Георгиевским оружием.
В мае 1917 года назначен начальником 1-го дивизиона бригады ПЛ Чёрного моря. 7 июля 1917 года на Черноморском флоте приказом командующего была назначена Георгиевская дума из 10 кавалеров, в число которых вошёл подводник Паруцкий. 28 июня того же года произведён за отличие в капитаны 2 ранга. Приказом ЦКЧФ от 5 марта 1918 года уволен с «действительной военно-морской службы, как бывший уволенным в отпуск и не вернувшийся из такового до сего времени». На май 1918 года — начальник оперативного отдела Штаба Черноморского флота. На сентябрь 1919 года был в чине капитана 1 ранга и в должности начальника Морской базы Верховного правителя России. Дальнейшая судьба неизвестна.
Паруцкий Михаил Васильевич был женат на Наталье Николаевне Паруцкой (1.03.1896-19.02.1959, урожд. Арефьева-Инсарова) эмигрировала во Францию, вторым браком за г-ном Мишель, умерла и похоронена во Франции.

## Награды
Паруцкий Михаил Васильевич был награждён орденами и медалями Российской империи:
- орден Святой Анны 3-й степени (1913);
- орден Святой Анны 4-й степени «За храбрость» (19.01.1915);
- орден Святого Станислава 2-й степени (18.04.1915);
- мечи к ордену Святого Станислава 2-й степени (29.06.1915);
- орден Святого Георгия 4-й степени (26.12.1916);
- Золотое оружие «За храбрость» (20.03.1917),
- Серебряная медаль «В память русско-японской войны» (1906);
- Светло-бронзовая медаль «В память 300-летия царствования дома Романовых» (1913);
- Крест «За Порт-Артур» (1914);
- Светло-бронзовая медаль «В память 200-летия морского сражения при Гангуте» (1915).